# Casal Cultural de Mollet del Vallès
El Casal Cultural de Mollet del Vallès és una entitat sociocultural privada de Mollet del Vallès, fundada el 7 de juny de 1964. L'edifici de la seva seu, de tres plantes, està ubicat entre el carrer Berenguer III i la Rambla Balmes.
El principal impulsor de l'entitat fou Simeó Rabasa, alcalde de Mollet del Vallès entre 1939 i 1940, que proposava crear una organització que combinés un servei i punt de trobada per a la gent gran, així com oferir una proposta cultural adreçada a la població i un centre de formació professional per al jovent. Amb aquesta finalitat, Rabasa aconseguí obtenir el suport de diferents empreses locals de l'època per a la construcció de l'edifici: Tenería Moderna Franco-Española, ITISA, Sederías Jorge Fabregas, S.A.M., Mas Bagà, Derbi-Nacional Motor i Bicicletas Rabasa. La seu social del Casal Cultural començà a construir-se el maig de 1962, en uns terrenys on l'Ajuntament republicà tenia previst construir-hi la primera biblioteca popular, i les obres finalitzaren el juny de 1964. El dia de la seva inauguració, 7 de juny de 1964, hi assistiren, entre d'altres, l'alcalde de Mollet, Ramon Careta, Simeó Rabasa, Andreu Rabasa, Josep Solà, Joan Abelló, i Josep Maria Pou, com a presentador de l'acte, així com se celebrà una xocolatada popular. L'edifici inicialment aglutinava el Casal d'avis, a la planta baixa; la Biblioteca Popular, a la primera; i l'escola elemental i de formació professional, a la segona. Un any després de la seva inauguració, va col·locar-se un bust d'Anselm Clavè amb la inscripció «El Clavell i Mollet», com a homenatge a l'entitat local Societat Coral El Clavell. Per altra banda, davant de l'edifici s'hi poden trobar dos relleus fets per Ramon Sabí amb el nom L'assistència als ancians i Minerva i la flama de la saviesa.
Durant els darrers anys del franquisme, el Casal va acollir les primeres classes de català i va afavorir la recuperació i normalització de la llengua, també programava cinefòrums i xerrades a favor de la democràcia. Actualment, realitza activitats destinades a fomentar les festes populars, Trobada de Puntaires, Carnestoltes, Sant Joan, Catifes de Flors de Corpus, etc.; activitats musicals destinades a la gent jove, Divendres al Jardinet; activitats destinades a la gent gran, menjador per a socis, trobades de paelles d'arròs. Així com, cedeix el seu espai a altres entitats locals i realitza nombroses xerrades sobre l'ecologia, la cohesió social i el procés sobiranista.